# Paraleuctra concava
Paraleuctra concava är en bäcksländeart som beskrevs av Tatemi Shimizu 2000. Paraleuctra concava ingår i släktet Paraleuctra och familjen smalbäcksländor. Inga underarter finns listade i Catalogue of Life.